# Davíð Oddsson
Davíð Oddsson (Reykjavík, 17 gennaio 1948) è un politico islandese.
Ha conseguito nel 1970 la maturità al ginnasio Menntaskólinn í Reykjavík, dove è stato attore amatoriale e ha coperto ruoli in pezzi come "Bubbi kóngur" (Re Ubu), nel quale  impersonava il re (la satira locale lo soprannomina spesso Davíð "Dabbi Kóngur" - "Re David" - anche in seguito all'ammirazione dei suoi colleghi e alla sua lunga permanenza nei ruoli istituzionali). Ha conseguito nel 1976 la laurea in legge presso l'Università d'Islanda.
Ha ricoperto la funzione di sindaco di Reykjavík dal 1982 al 1991 come capo della maggioranza del Partito dell'Indipendenza (Sjálfstæðisflokkurinn). Divenne in seguito primo ministro dell'Islanda come capo di una coalizione di governo. In seguito alle elezioni del 2003, si concordò che Davíð cedesse nel settembre del 2004 la funzione a Halldór Ásgrímsson, presidente del partito di coalizione progressista (Framsóknarflokkurinn).
Politicamente, Davíð ha governato la causa conservatrice presiedendo le privatizzazioni di diverse imprese statali.
In politica estera è stato filo-statunitense fin dagli inizi e convinto sostenitore della NATO. Ha sostenuto le campagne militari a guida statunitense in Afghanistan ed Iraq, in contrasto con l'opposizione generale della popolazione e malgrado diverse proteste.